# Aleksandr Aniskine
Aleksandr Dmitrievitch Aniskine (en russe : Александр Дмитриевич Анискин) est un aviateur soviétique, né le 24 novembre 1918 et mort le 20 février 1943. Pilote de chasse et as de la Seconde Guerre mondiale, il fut distingué par le titre de Héros de l'Union soviétique.

## Carrière
Aleksandr Dmitrievitch Aniskine est né le 24 novembre 1918 à Ekaterinoslav (aujourd'hui Dnipropetrovsk en Ukraine) et s'engagea dans l'Armée rouge en 1938. Diplômé pilote de chasse de l'école militaire aérienne de Katcha en 1940, il fut peu après muté au 434e régiment de chasse aérienne (434.IAP ), futur 32e régiment de chasse aérienne de la Garde (32.GuIAP), au sein duquel il participa aux premiers combats lors de l'invasion allemande de l'Union soviétique, le 22 juin 1941. À la fin décembre 1941 il comptait trois victoires homologuées et avait participé à plus de 40 missions d'attaque au sol. 
Dès août 1942, il participa à la bataille de Stalingrad, au cours de laquelle, le 21 septembre, lors d'un combat opposant 12 Yaks à 15 Junkers Ju 87 escortés par 10 Messerschmitt Bf 109, 7 appareils ennemis furent abattus dont un par le lieutenant Aniskine. 
Aleksandr Aniskine fut abattu et périt près de Staraïa Roussa, le 20 février 1943.

## Palmarès et décorations

### Tableau de chasse
Aleksandr Aniskine est crédité de 10 victoires homologuées, obtenues au cours de 295 missions et 105 combats aériens.

### Décorations
- Héros de l'Union soviétique le 22 février 1943, à titre posthume[2]
- Ordre de Lénine
- Deux fois décoré de l'Ordre du Drapeau rouge